# 福田礼佳
福田 礼佳（ふくだ あやか、1995年9月24日 - ）は、栃木県出身の元女子競輪選手。現役時代は日本競輪選手会熊本支部所属（当初は栃木支部所属）、ホームバンクは熊本競輪場。日本競輪学校（当時。以下、競輪学校）第108期生。師匠は小坂敏之（74期）。父は元競輪選手の福田祐治（54期。故人）。妹弟子に橋本蒔子（114期）。本姓は曽我。

## 経歴
祖父、祖母、父、叔父3人、従兄弟2人が競輪選手という競輪一家に生まれた。ガールズケイリンにおいて、祖母（女子競輪）と孫娘（ガールズケイリン）がともに競輪選手というのは、福田が初めての事例である。また、後述の通り曽我圭佑と結婚したが、夫の曽我も父親が元選手（曽我明広・69期）であり、二世（福田は厳密には三世）選手同士の結婚も初めての事例である。
中学ではバスケットボールをやっていたが、作新学院高等学校に進学後は特にやりたいスポーツが無かった中で何となく自転車競技部の見学に行った際に、たまたま部の顧問が父と同級生であった縁もあり誘われたため、そのまま自転車部に入部。1年次の2011年全国高校選抜自転車競技大会女子ケイリンで2位、2年次の2012年インターハイで女子チームスプリント2位、同年全国高校選抜自転車競技大会女子ケイリン3位と実績を残す。3年次の2013年インターハイ女子ケイリンで優勝したことで、競輪選手になることを決意。
2013年12月20日、競輪学校第108回技能試験に合格。在校競走成績は8位（6勝）。卒業記念レースは4着。
2015年7月10日、川崎競輪場でデビューし4着。初勝利は同年12月11日の小倉競輪場で挙げた。
2020年、ガールズケイリン総選挙2020でファン投票第12位となったが、落車の影響で欠場が続き選考期間中の出走回数が足りず選考除外され、特別競走初出場を逃す。10月8日、同じく競輪選手である曽我圭佑（113期）との結婚を発表。それに先立ち9月中旬より欠場を続けていたが、妊娠が判明したため出産に備えてあっせん保留となり、長期欠場に入った。
2021年4月29日に、第一子長男を出産。同年8月26日付けで、デビューより在籍していた栃木支部から、夫が登録地としている熊本支部へ移籍。
2022年春に第二子となる次男を出産。この直後に父を亡くす。
走行試験にも合格したことで、2023年7月1日からの高知FIIにて約3年ぶりに競走復帰した。
競走成績不振による代謝制度の対象となり、2024年12月29日の久留米FII（ミッドナイト）第1レース（ガールズ一般）6着をラストレースとした。
2025年1月27日、選手登録消除。通算戦績は490戦4勝。2月16日には熊本競輪場で引退報告会が行われた。